# Manfred Hildebrandt (Filmregisseur)
Manfred Hildebrandt (um 1934–nach 1987) war ein deutscher  Kameramann, Filmregisseur und Dozent an der Hochschule für Film und Fernsehen in Potsdam-Babelsberg.

## Leben und Wirken
Manfred Hildebrandt studierte seit etwa 1955 an der neu gegründeten Hochschule für Filmkunst in Potsdam-Babelsberg Kamera.  1957 drehte er mit dem Regiestudenten Kurt Tetzlaff den Kurzfilm Auf einem Bahnsteig im Stil des italienischen Neorealismus, der als erster DDR-Studentenfilm einen internationalen Preis gewann.
1969 war er Kameramann beim Dokumentarfilm Sonntag, den ... der Schriftstellerin Brigitte Reimann und des jungen Regisseurs Bernd Scharioth, die er bei der ersten    Begegnunung an einen Landsknecht bzw. eine Reklame für Steinhäger erinnerte.
Seit 1970 war Manfred Hildebrandt Chefkameramann der Arbeitsgruppe Filmproduktion der Hochschule für Film und Fernsehen Babelsberg in der Außenstelle Berlin-Mitte.
Seit etwa 1975 drehte er einige Dokumentarkurzfilme für die Deutsche Reichsbahn (wahrscheinlich als Strafversetzung).
Spätestens seit 1986 unterrichtete er an der Hochschule für Film und Fernsehen in Babelsberg Regie.

## Filmografie
Kamera
- 1957 Auf einem Bahnsteig, HFF, Kurzfilm, 5 Minuten, Regie Kurt Tetzlaff, Studentenfilmfestival Wien, 2. Preis[3]
- 1969 Sonntag, den ... Briefe aus einer Stadt, Deutscher Fernsehfunk

Regie
- 1973 Meister Maidburg in Annaberg, Fernsehen der DDR
- 1976 Die Forderung, Deutsche Reichsbahn, Kurzfilm
- 1981 Güterwagen, Deutsche Reichsbahn, Kurzfilm
- 1983 Rangierdienst bei der DR, Deutsche Reichsbahn, Kurzfilm
- 1983 Reisezug, Deutsche Reichsbahn, Kurzfilm
- 1987 Audatec, Kurzfilm

Mentor Regie
- 1986/1987  ... Hinsehen! Junge Kunst im Auftrag, HFF